# Mercator-Himmelsglobus von 1551

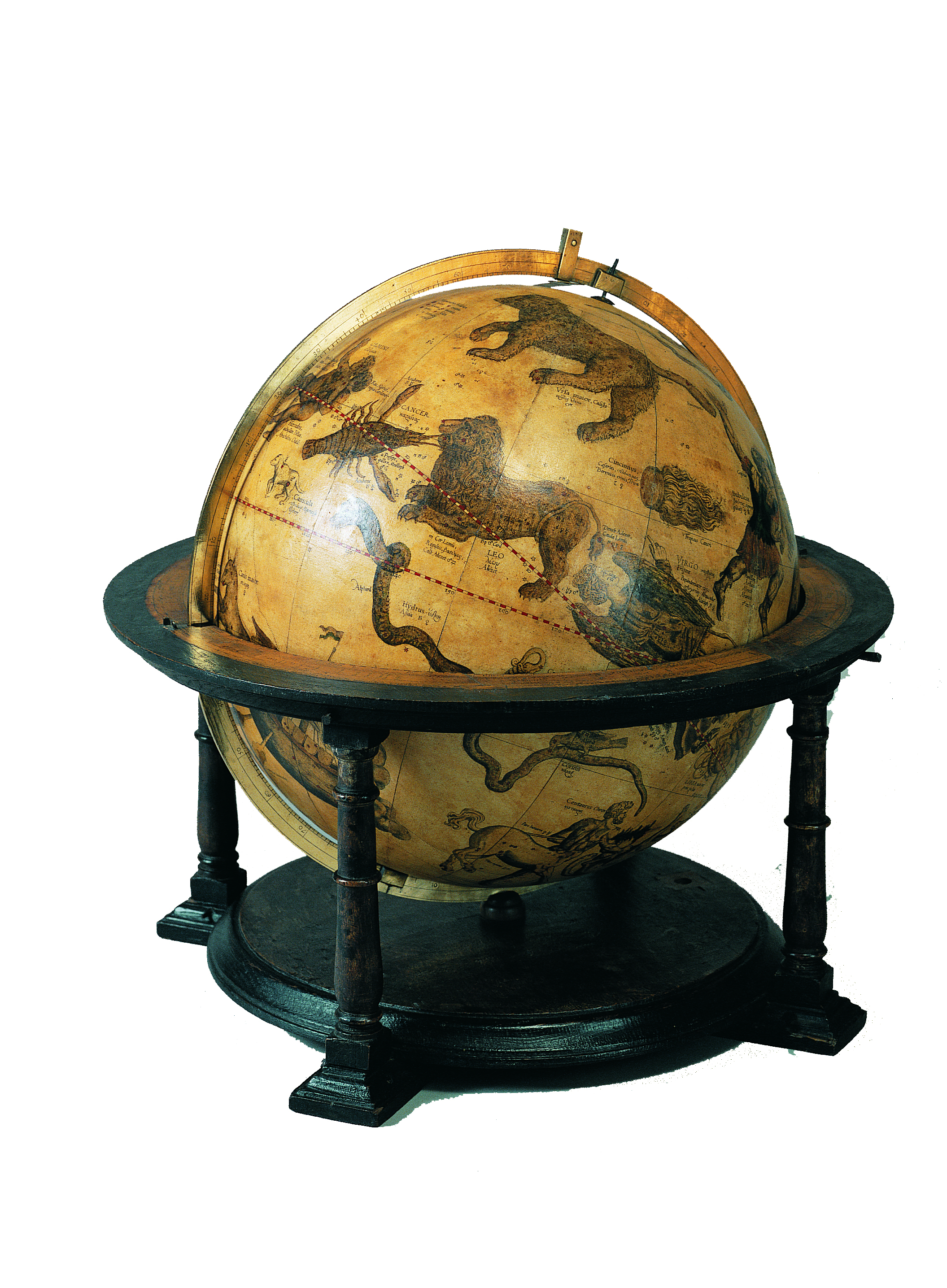
Der Mercator-Himmelsglobus von 1551 im Kultur- und Stadthistorischen Museum Duisburg

Der Mercator-Himmelsglobus von 1551 war eine vom flandrischen Kartografen Gerhard Mercator geschaffene Darstellung der Sternbilder. Der Himmelsglobus entstand zehn Jahre nach dem ersten Mercator-Erdglobus. Die beiden Globen wurden in der Folgezeit nur noch zusammen verkauft und etablierten den paarweisen Erwerb von Erd- und Himmelsgloben, wie er im 17. und 18. Jahrhundert üblich wurde.

## Geschichte
Zehn Jahre nach dem großen Erfolg des Erdglobus von 1541 schuf der flandrische Kartograf Gerhard Mercator in seiner Löwener Werkstatt einen weiteren Globus. Auf ihm war nun nicht die Erde mit Landmassen und Ozeanen dargestellt. Stattdessen sollte nun der Zustand des Himmels, der Planeten und der Sternbilder erfasst werden. Mercator orientierte sich bei der Erstellung an den antiken Autoritäten und zog insbesondere das Almagest des Claudius Ptolemäus heran.
Der Himmelsglobus entstand als Geschenk für den Lütticher Bischof Georg von Österreich, wurde allerdings bereits von Beginn an auch über die Werkstatt verkauft. Mercator hatte den Himmelsglobus als Pendant zum gleich großen Erdglobus konzipiert und bot nun beide Stücke gemeinsam an. Durch dieses Vorgehen gelang es, den Verkaufserfolg zu verbessern. Die Verbindung aus Himmels- und Erdglobus führte außerdem dazu, dass der bereits zehn Jahre alten Erdglobus neuerlich nachgefragt wurde. Die Globen wurden bis um 1590 von der Werkstatt Mercator in Löwen und später Duisburg verkauft.
Obwohl auch andere Kartografen Globenpaare verkauften, wurden die beiden Globen von Gerhard Mercator aufgrund ihres Erfolges und der Einbindung von Druckverfahren bei der Herstellung zu Vorreitern eines jahrhundertelang geübten Konzepts: Noch bis ins 18. Jahrhundert war der Verkauf eines einzelnen Himmels- oder Erdglobus undenkbar. Mercator schuf in der Folgezeit noch weitere Himmelsgloben, die allerdings nicht an den Erfolg des ersten anknüpfen konnten.
Die wissenschaftliche Erforschung des Werkes begann im 19. Jahrhundert. Bedeutsam wirkte sich 1868 die Entdeckung der in Kupfer gestochenen Segmente von Erd- und Himmelsglobus aus, die 1875 von der Königlichen Bibliothek in Brüssel in Form eines Faksimiles verbreitet wurden. Die Kenntnisse, die durch dieses Faksimile gewonnen wurden, führten zu einer Wiederentdeckung mehrerer verschollen geglaubter Exemplare des Erdglobus.

## Beschreibung

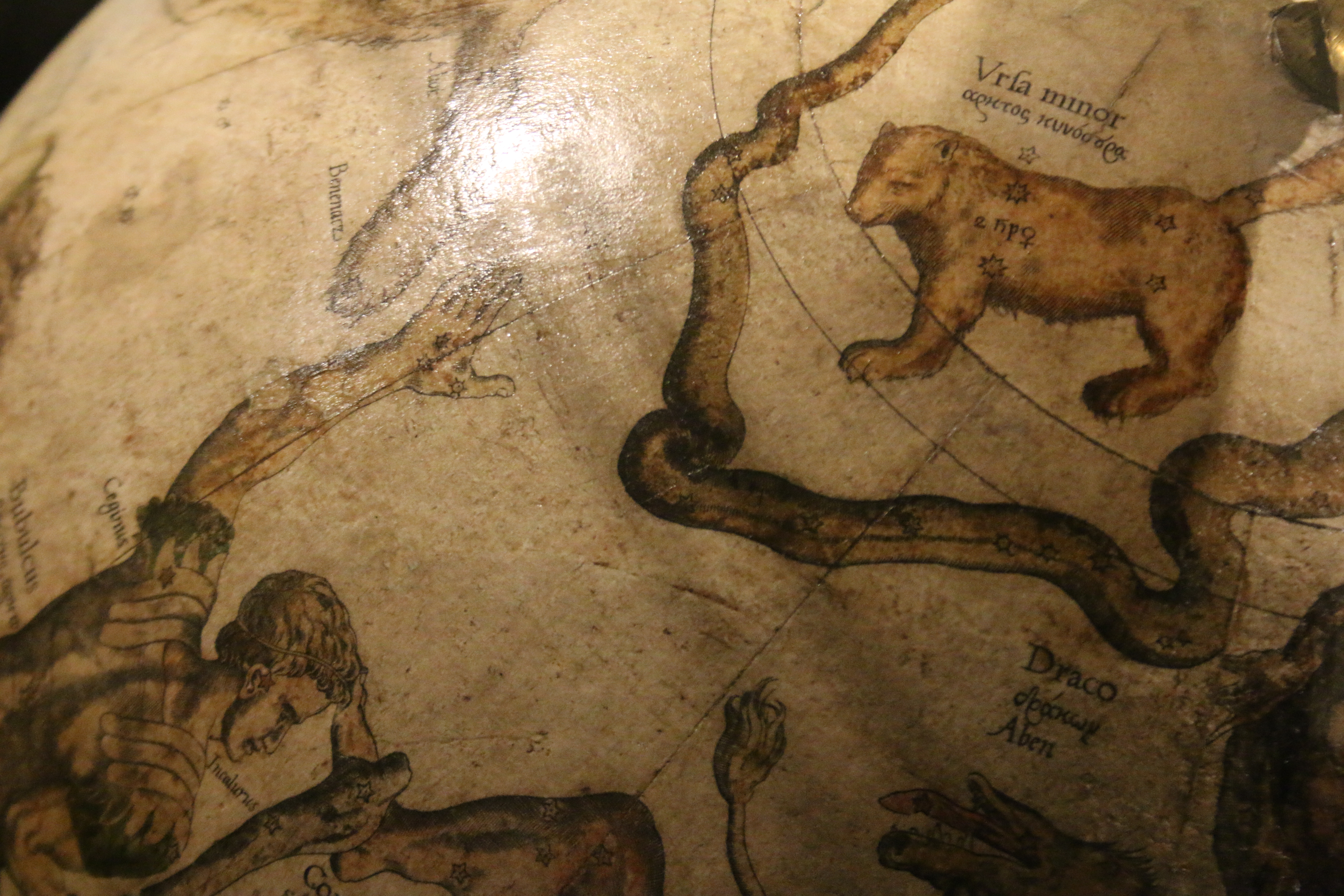
Detail des Himmelsglobus von 1551, Mercatormuseum Sint-Niklaas, Belgien

Der Himmelsglobus von 1551 hat einen Umfang von 130 Zentimetern und einen Durchmesser von 41 Zentimetern und damit die gleichen Maße, wie das Äquivalent von 1541. Gerhard Mercator kartierte den Himmelsraum von einer angenommenen Außenperspektive aus: Die Erde befindet sich im Inneren des Globus, während der Betrachter außerhalb des Universums zu suchen ist. Dementsprechend ist der Nachthimmel spiegelverkehrt dargestellt. Die Erkenntnisse aus der Schrift De revolutionibus orbium coelestium des Nikolaus Kopernikus finden sich noch nicht auf dem Globus wieder.
Der Globus zeigt 50 Sternkonstellationen. Darunter sind die 48, die in der Schrift Almagest des Ptolemäus auftauchen, sowie zwei von Mercator ergänzte, antike Sternbilder. Mercator orientierte sich außerdem an den von Ptolemäus eingeführten Sternhelligkeiten und wandte die sechsstufige Klassifizierung auch auf seinen Globus an. Vorbild für die Darstellung der Sterne bildet der ältere Erdglobus. Sie sind als hellrote Sterne mit fünf bzw. sechs Zacken vermerkt. Neben den Sternbildern wurde auch die Milchstraße verzeichnet.

## Exemplare
Heute sind noch etwa 20 Exemplare des Himmelsglobus in verschiedenen Museen weltweit erhalten, unter anderem in der Provinzialbibliothek Amberg, im Museum für Kunst und Kulturgeschichte Dortmund, dem Kultur- und Stadthistorischen Museum Duisburg, in der Harvard Map Collection, im National Maritime Museum in London-Greenwich, in der Biblioteca Roncioniana in Prato, im Museo astronomico e copernicano in Rom, im Historischen Museum Regensburg, im Mercatormuseum in Sint-Niklaas, im Palazzo Ducale in Urbania, im Globenmuseum der Österreichischen Nationalbibliothek in Wien und in der Herzog August Bibliothek in Wolfenbüttel.